# クレルヴォ交響曲

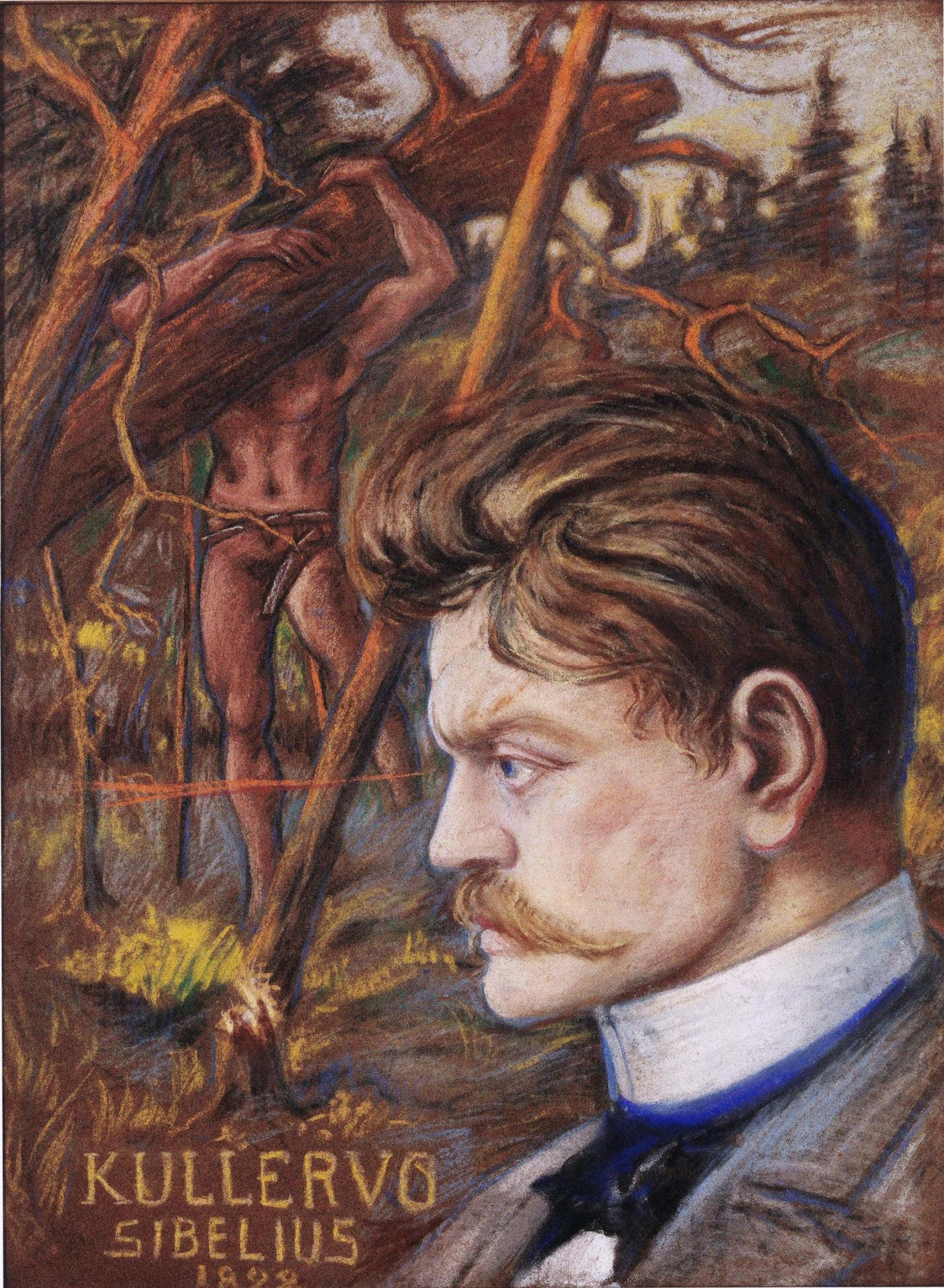
シグルド・ヴェッテンホヴィ＝アスパによる『クレルヴォ』のポスター(1892年)

『クレルヴォ』または『クッレルヴォ』（Kullervo）作品7は、ジャン・シベリウスの初期の合唱付き管弦楽曲。楽章の配置や内部構成から見ると交響曲と呼びうる内容を持っており、『クレルヴォ交響曲』（"Kullervo" -sinfonia）とする俗称ないしは通称が一般化している（日本では、促音を表記せず「クレルヴォ」とすることが一般的である。ただし下記においては、曲名以外の部分では、クッレルヴォと表記する）が、シベリウス自身は譜面の題扉に「交響曲」の文字を記入しておらず、「独唱者と合唱、管弦楽のための交響詩」との副題を添えていた。このような事情により、交響曲全集に収録されない場合がある。

## 作曲の経緯と受容
シベリウスは留学中の1891年にベルリンでロベルト・カヤヌスの『アイノ交響曲』を聴いて感銘を受け、自らも真に愛国的な題材による大規模な管弦楽曲を作曲をしようと思い立つ。同年の春から留学先のウィーンで、叙事詩『カレワラ』に基づく管弦楽曲の作曲に取りかかり、結局これが『クレルヴォ交響曲』として結実することになった（それまでに作曲済みの部分は、ドイツ的であるとの理由から焼き捨ててしまったという）。作曲の過程において、ウィーン音楽院における指導教授のロベルト・フックスやカール・ゴルトマルクに講評を求めて酷評される一方で（ただしシベリウスは気落ちするどころか意地になって作曲を続けた）、ブルックナーの《交響曲第3番》の公演に立会い、刺戟を受けている。またウィーンでは、ベートーヴェンの《交響曲第9番》の公演にも接したものの、作曲者当人の弁によると、こちらからは何も得るものがなかったという。
当初は3ないし4楽章程度にする予定であったが、結局5楽章に落ち着いた。また、当初は50もの題材を考え出したものの、題材選びは入念にとのゴルトマルクの助言を容れて満足できるものに絞り込み、結局 『カレワラ』第35章から第36章の「クッレルヴォ」の物語にした。
1892年4月28日に作曲者自身の指揮で行ったヘルシンキ初演は、評論家筋からはおおむね好評だったものの、作品を撤収してしまう。これは、カール・フローディンのようなスウェーデン系フィンランド人の間では激賞され、オスカル・メリカントのようにフィン語を母語とする人からは判断を保留されたことも影響しているようである（一方で、フローディンは「次回作はレンミンカイネンを題材とする交響詩の創作を」シベリウスに奨めており、ゆくゆくはシベリウスがその実現に向けて動き出したということも、記憶に留めておくべきであろう）。
初期のシベリウスはブルックナーのような改訂癖があり、本作もいずれは改訂するつもりであったらしい。このため初演後は、断片的な形で3回（そのうち1回はピアノ伴奏版で）演奏されたのを数えるだけで、シベリウス没後の1958年に娘婿のユッシ・ヤラスが蘇演を指揮するまで、全曲演奏は行われなかった。最初の全曲録音は、1970年にパーヴォ・ベルグルンドによって行われた。ベルグルンドは1985年にデジタル方式で再録音を行っている。

## 物語
クッレルヴォの物語は『カレワラ』第31章から第36章に当たる。その概略は次の通りである。
ウンタモは兄弟のカレルヴォとのいさかいの末にカレルヴォとその一族を、身重の女一人を残して皆殺しにし、女を連れ帰る。女はウンタモの許でカレルヴォの息子クッレルヴォを出産する。クッレルヴォは揺りかごの中で早くも父を殺したウンタモへの復讐を口にし、恐れたウンタモは様々な手段でクッレルヴォを殺そうとするが、クッレルヴォは不死身であった。成長したクッレルヴォは鍛冶屋イルマリネンに奴隷として売り渡される。（第31章）
イルマリネンの妻はクッレルヴォを牛追いにやるが、悪戯で石を入れたパンをクッレルヴォに持たせる。クッレルヴォはパンに仕込まれた石で父の形見のナイフを折ってしまう。怒ったクッレルヴォが呼び寄せた野獣によって、イルマリネンの妻は引き裂かれて死ぬ。（第32-33章）
イルマリネンの許を逃げ出したクッレルヴォは、森の老婆から実は家族がまだ生きていると知らされる。クッレルヴォは母と再会し、息子は既に死んだと思っていたこと、クッレルヴォの妹が行方不明になったことを告げる。（第34章）
クッレルヴォの父はクッレルヴォに租税を納めに行かせる。クッレルヴォはその帰り道で若い娘を誘惑し、籠絡する。2人は互いの身の上を語り、初めて生き別れの兄妹であったことを知る。妹は川へ入水し、クッレルヴォも自殺を考えるが母に制止され、代わってウンタモへの復讐を思い立つ。（第35章）
クッレルヴォは家族に別れを告げてウンタモの許へ攻め入ったが、その途上で家族が全員死んだことを知らされる。ウンタモの一族を滅ぼして家を焼き払う。復讐を終えたクッレルヴォは帰還するもそこは空き家であった。悲しみに暮れた彼は、妹を誘惑した場所に行き着く。クッレルヴォは罪の呵責に耐えきれず、自らの体に刀を突き刺して死ぬ。（第36章）

## 楽曲
シベリウスの管弦楽曲としては最も規模が大きく、全曲演奏には通常1時間以上かかる。指揮者によって相違はあるものの、最近のいくつかの録音例でいうと、速い演奏ではネーメ・ヤルヴィ指揮エーテボリ交響楽団（1985年録音）で68分、エサ=ペッカ・サロネン指揮ロサンジェルス・フィルハーモニック（1993年録音）で70分、遅い演奏ではパーヴォ・ヤルヴィ指揮ロイヤル・ストックホルム・フィルハーモニー （2003年録音）で78分半、サー・コリン・デイヴィス指揮ロンドン交響楽団（1996年録音）で81分となっている。
ホ短調を主調として以下の5つの楽章から成り、クッレルヴォの生涯の様々な段階を年代記風に追っている。
1. 導入部 Johdanto (Allegro moderato)
自由なソナタ形式の楽章。管弦楽のみ。演奏時間は11.5～16.5分程度。
2. クレルヴォの青春 Kullervon nuoruus (Grave)
和やかな緩徐楽章。やはり管弦楽のみで演奏。形式的には自由なロンド形式で、A-B-A-B-Aの構造をとる。演奏時間は13.5～19.5分程度。
3. クレルヴォとその妹 Kullervo ja hänen sisarensa (Allegro vivace)
5拍子を採ることで有名な楽章。男女の独唱と男声合唱でクッレルヴォの恋愛が謳い上げられるが、真実が明るみに出たときには時すでに遅く、妹は自殺してしまう。結びの男声独唱は、妹の死を嘆くクッレルヴォを表している。歌詞は『カレワラ』第35章による。演奏時間は23～26分程度。
4. クレルヴォの出征 Kullervon sotaanlähtö (Alla marcia)
スケルツォ楽章に該当し、精力的で好戦的な音楽が繰り広げられる。演奏時間は9～11.5分程度。
5. クレルヴォの死 Kullervon kuolema (Andante)
おぼろげな男声合唱がクッレルヴォの死を歌い上げる。歌詞は『カレワラ』第36章による。演奏時間は9～14.5分程度。

## 編成
- ソプラノ独唱、バリトン独唱、男声合唱
- フルート2（ピッコロ1持ち替え）、オーボエ3（イングリッシュホルン1持ち替え）、クラリネット2（バス・クラリネット1持ち替え）、ファゴット2、ホルン4、トランペット3、トロンボーン3、テューバ、ティンパニ、トライアングル、シンバル、弦5部